# Wahkiakum County
Wahkiakum County je okres ve státě Washington ve Spojených státech amerických. K roku 2010 zde žilo 3 978 obyvatel. Správním městem okresu je Cathlamet. Celková rozloha okresu činí 743 km².